# موترو
شهر موترو (به رومانیایی: Motru) در شهرستان گورژ در کشور رومانی واقع شده‌است. جمعیت این شهر ۲۵٬۸۶۰ نفر  است.